# Чемпионат Украины по шоссейному велоспорту
Чемпионат Украины по шоссейному велоспорту — национальный чемпионат Украины по шоссейному велоспорту, проводимый Федерацией велоспорта Украины с 1992 года. За победу в дисциплинах присуждается майка в цветах национального флага (на илл.).

## Призёры

### Мужчины. Групповая гонка.
| Год  | Золото                  | Серебро              | Бронза                  |
| ---- | ----------------------- | -------------------- | ----------------------- |
| 1992 | Владимир Пульников      | Евгений Загребельный | Олег Чужда              |
| 1996 | Олег Панков             | Михаил Халилов       | Александр Марковниченко |
| 1997 | Юрий Прокопенко         | Андрей Королёв       | Сергей Бодачёв          |
| 1998 | Владимир Дума           | Василий Зайка        | Дмитрий Шипак           |
| 1999 | Александр Феденко       | Олег Панков          | Руслан Подгорный        |
| 2000 | Владимир Дума (2)       | Владимир Густов      | Валерий Кобзаренко      |
| 2001 | Кирилл Поспеев          | Сергей Савельев      | Сергей Авдеев           |
| 2002 | Александр Клименко      | Руслан Подгорный     | Алексей Наказный        |
| 2003 | Сергей Гончар           | Сергей Матвеев       | Максим Руденко          |
| 2004 | Олег Рубан              | Владимир Дума        | Денис Костюк            |
| 2005 | Михаил Халилов          | Роман Луговой        | Александр Квачук        |
| 2006 | Владимир Загородний     | Владимир Старчик     | Денис Костюк            |
| 2007 | Владимир Загородний (2) | Руслан Подгорный     | Михаил Халилов          |
| 2008 | Руслан Подгорный        | Денис Костюк         | Владимир Загородний     |
| 2009 | Владимир Старчик        | Александр Квачук     | Руслан Подгорный        |
| 2010 | Виталий Попков          | Руслан Подгорный     | Александр Шейдик        |
| 2011 | Александр Квачук        | Анатолий Пахтусов    | Александр Поливода      |
| 2012 | Андрей Гривко           | Дмитрий Кривцов      | Александр Поливода      |
| 2013 | Денис Костюк            | Виталий Буц          | Владимир Загородний     |
| 2014 | Виталий Буц             | Денис Костюк         | Дмитрий Кривцов         |
| 2015 | Михаил Кононенко        | Денис Костюк         | Александр Поливода      |
| 2016 | Александр Поливода      | Виталий Буц          | Денис Костюк            |
| 2017 | Виталий Буц (2)         | Андрей Братащук      | Александр Поливода      |
| 2018 | Александр Поливода (2)  | Андрей Братащук      | Максим Васильев         |

### Мужчины. Индивидуальная гонка.
| Год  | Золото             | Серебро            | Бронза             |
| ---- | ------------------ | ------------------ | ------------------ |
| 1997 | Сергей Авдеев      | Руслан Подгорный   | Владимир Густов    |
| 1998 | Сергей Гончар      | Юрий Кривцов       | Сергей Авдеев      |
| 1999 | Сергей Матвеев     | Станислав Нефедов  | Андрей Яценко      |
| 2000 | Сергей Гончар (2)  | Александр Клименко | Александр Дикий    |
| 2001 | Сергей Гончар (3)  | Александр Клименко | Юрий Кривцов       |
| 2002 | Сергей Гончар (4)  | Богдан Бондарев    | Сергей Матвеев     |
| 2003 | Сергей Матвеев (2) | Сергей Гончар      | Юрий Кривцов       |
| 2004 | Юрий Кривцов       | Сергей Матвеев     | Сергей Гончар      |
| 2005 | Андрей Гривко      | Сергей Матвеев     | Владимир Билека    |
| 2006 | Андрей Гривко (2)  | Юрий Кривцов       | Владимир Билека    |
| 2007 | Владимир Дюдя      | Сергей Матвеев     | Дмитрий Грабовский |
| 2008 | Андрей Гривко (3)  | Сергей Матвеев     | Денис Костюк       |
| 2009 | Андрей Гривко (4)  | Дмитрий Грабовский | Александр Квачук   |
| 2010 | Виталий Попков     | Юрий Кривцов       | Андрей Василюк     |
| 2011 | Александр Квачук   | Олег Чужда         | Владимир Билека    |
| 2012 | Андрей Гривко (5)  | Михаил Кононенко   | Сергей Лагкути     |
| 2013 | Андрей Василюк     | Андрей Гривко      | Михаил Кононенко   |
| 2014 | Андрей Василюк (2) | Михаил Кононенко   | Владимир Когут     |
| 2015 | Сергей Лагкути     | Андрей Хрипта      | Андрей Василюк     |
| 2016 | Андрей Василюк (3) | Андрей Хрипта      | Александр Превар   |
| 2017 | Александр Поливода | Андрей Василюк     | Александр Превар   |
| 2018 | Андрей Гривко (6)  | Михаил Кононенко   | Александр Головаш  |

### Женщины. Групповая гонка.
| Год  | Золото                  | Серебро             | Бронза                |
| ---- | ----------------------- | ------------------- | --------------------- |
| 1992 | Наталья Юганюк          | Елена Огуй          | Наталья Кистчук       |
| 1995 | Наталья Кистчук         | Юлия Муренькая      | Елена Огуй            |
| 1996 | Тамара Полякова         | Валентина Карпенко  | Наталья Кистчук       |
| 1997 | Евгения Высоцкая        | Юлия Муренькая      | Наталья Кистчук       |
| 1998 | Тамара Полякова (2)     | Наталья Кистчук     | Ольга Свирчук         |
| 1999 | Анна Боголуцкая         | Тамара Полякова     | Наталья Кистчук       |
| 2000 | Оксана Сапрыкина        | Валентина Карпенко  | Ирина Чужнова-Денисюк |
| 2001 | Татьяна Стяжкина        | Татьяна Андрюченко  | Наталья Кистчук       |
| 2002 | Валентина Карпенко      | Татьяна Стяжкина    | Наталья Качалка       |
| 2003 | Наталья Качалка         | Валентина Карпенко  | Ирина Чужнова-Денисюк |
| 2004 |                         |                     |                       |
| 2005 | Валентина Карпенко (2)  | Светлана Семчук     | Нина Овчаренко        |
| 2006 | Елизавета Бочкарёва     | Надежда Савкина     | Ирина Шипилова        |
| 2007 | Елизавета Бочкарёва (2) | Оксана Кащишина     | Ирина Шипилова        |
| 2008 | Татьяна Стяжкина (2)    | Оксана Кащишина     | Евгения Высоцкая      |
| 2009 | Евгения Высоцкая (2)    | Нина Овчаренко      | Оксана Кащишина       |
| 2010 | Нина Овчаренко          | Светлана Галюк      | Леся Калитовская      |
| 2011 | Татьяна Рябченко        | Елизавета Бочкарёва | Евгения Высоцкая      |
| 2012 | Алёна Андрук            | Нина Овчаренко      | Иванна Боровиченко    |
| 2013 | Елизавета Ошуркова      | Евгения Высоцкая    | Анна Нагирная         |
| 2014 | Татьяна Рябченко (2)    | Валерия Кононенко   | Мирина Иванюк         |
| 2015 | Татьяна Рябченко (3)    | Елена Демидова      | Анна Соловей          |
| 2016 | Евгения Высоцкая (3)    | Татьяна Рябченко    | Анна Соловей          |
| 2017 | Евгения Высоцкая (4)    | Татьяна Рябченко    | Ольга Шекель          |
| 2018 | Ольга Шекель            | Ирина Семёнова      | Валерия Кононенко     |

### Женщины. Индивидуальная гонка.
| Год  | Золото                 | Серебро             | Бронза                |
| ---- | ---------------------- | ------------------- | --------------------- |
| 1995 | Елена Чалых            | Тамара Полякова     | Наталья Кистчук       |
| 1996 | Тамара Полякова        | Валентина Карпенко  | Людмила Бавыкина      |
| 1997 | Валентина Карпенко     | Елена Будовицкая    | Тамара Полякова       |
| 1998 | Тамара Полякова (2)    | Валентина Карпенко  | Юлия Муренькая        |
| 1999 | Юлия Муренькая         | Валентина Карпенко  | Елена Будовицкая      |
| 2000 | Валентина Карпенко (2) | Наталья Качалка     | Тамара Полякова       |
| 2001 | Татьяна Андрюченко     | Татьяна Стяжкина    | Ирина Чужнова-Денисюк |
| 2002 | Татьяна Стяжкина       | Татьяна Андрюченко  | Наталья Качалка       |
| 2003 |                        |                     |                       |
| 2004 |                        |                     |                       |
| 2005 | Ирина Шипилова         | Екатерина Красова   |                       |
| 2006 | Ирина Шипилова (2)     | Татьяна Стяжкина    | Екатерина Красова     |
| 2007 | Леся Калитовская       | Светлана Галюк      | Елизавета Бочкарёва   |
| 2008 | Татьяна Стяжкина (2)   | Леся Калитовская    | Евгения Высоцкая      |
| 2009 | Евгения Высоцкая       | Ирина Шипилова      | Елена Шарга           |
| 2010 | Анна Соловей           | Светлана Галюк      | Евгения Высоцкая      |
| 2011 | Светлана Галюк         | Елизавета Бочкарёва | Елена Павлухина       |
| 2012 | Анна Нагирная          | Елена Павлухина     | Евгения Высоцкая      |
| 2013 | Валерия Кононенко      | Иванна Боровиченко  | Елена Шарга           |
| 2014 | Татьяна Рябченко       | Валерия Кононенко   | Инна Метальникова     |
| 2015 | Анна Соловей (2)       | Татьяна Рябченко    | Елена Шарга           |
| 2016 | Евгения Высоцкая (2)   | Анна Соловей        | Татьяна Рябченко      |
| 2017 | Евгения Высоцкая (3)   | Анна Соловей        | Татьяна Рябченко      |
| 2018 | Валерия Кононенко (2)  | Елена Шарга         | Ольга Шекель          |